# Nicodemo Petteruti
Nicodemo Petteruti (Roccamonfina, 1º luglio 1940) è un politico italiano.

## Biografia
Laureato in ingegneria civile, ha rivestito la carica di consigliere dell'Ordine degli ingegneri di Caserta. È stato assessore ai lavori pubblici al comune di Caserta e, quindi, all'urbanistica al Comune di Maddaloni.
Il 12 marzo 2006 si è aggiudicato le elezioni primarie per stabilire il candidato sindaco dell'Unione al comune di Caserta, rappresentando le liste Sdi-Rosa nel Pugno, Movimento Repubblicani Europei-Giovani per Caserta, Caserta è Libera, Italia dei valori, Rifondazione Comunista-Comunisti Italiani, Verdi per la Pace, oltre all'appoggio del presidente della provincia Sandro De Franciscis.
Nonostante la sconfitta alle primarie, Gianfranco Alois, sostenuto da DS, La Margherita e UDEUR, si è presentato lo stesso alle elezioni comunali del 28 e 29 maggio 2006, rimanendo però escluso dal ballottaggio del 10 e 11 giugno dove le sue liste hanno appoggiato Petteruti che è risultato eletto sindaco con il 53,2% dei voti.